# Шифр

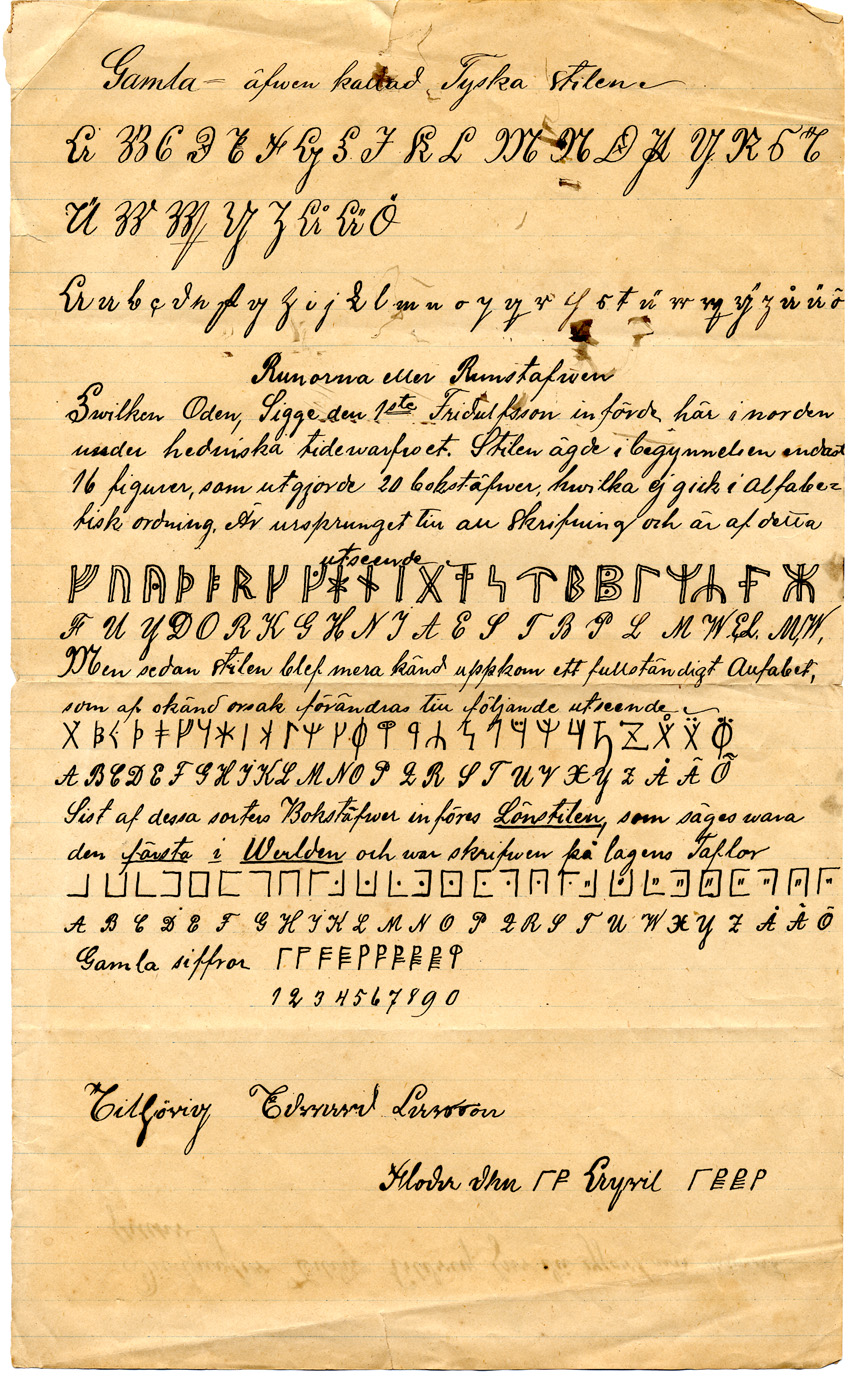
Шифр Эдварда Ларссона, похожий на тот, который найден на Кенсингтонском руническом камне. Также включает в себя рунически несвязанное готическое письмо и шифр pigpen.

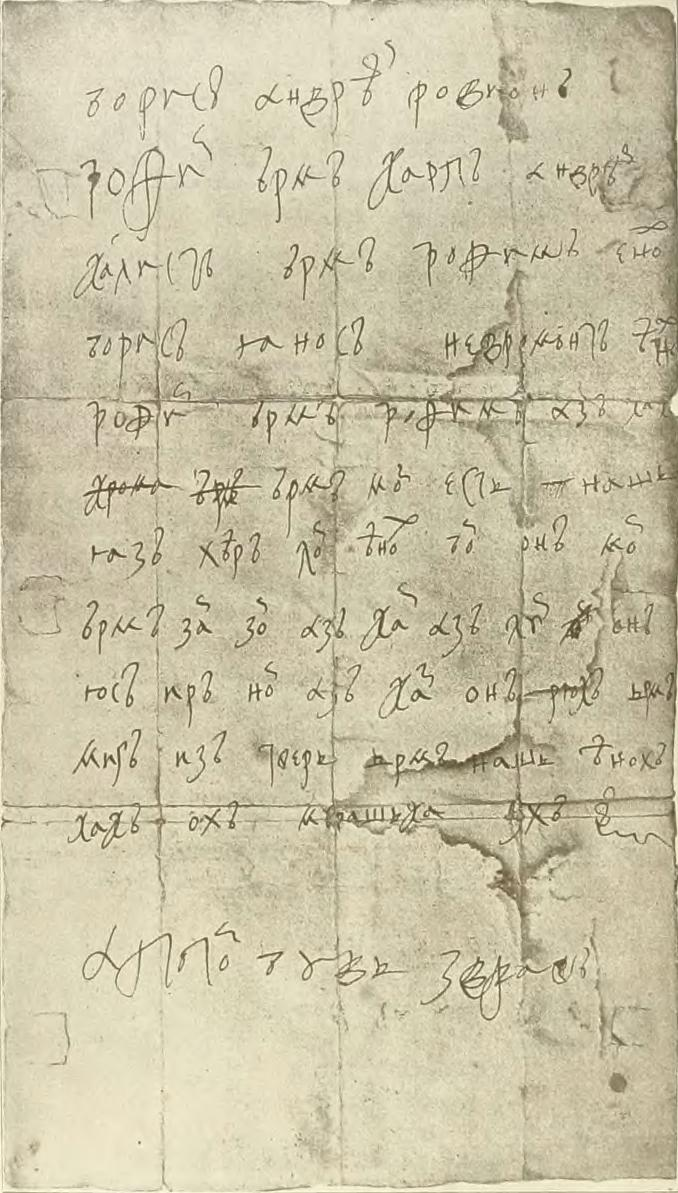
Письмо царя Алексея Михайловича своему двоюродному брату стольнику Афанасию Ивановичу Матюшкину, писанное тайнописью (тарабарщиной)

Шифр (от фр. chiffre «цифра» от араб. صِفْر‎, sifr «ноль») — система обратимых преобразований, зависящая от некоторого секретного параметра (ключа) и предназначенная для обеспечения секретности передаваемой информации.

## Области применения шифров
Шифры применяются для тайной переписки дипломатических представителей со своими правительствами, в вооружённых силах для передачи текста секретных документов по техническим средствам связи, банками для обеспечения безопасности транзакций, а также некоторыми интернет-сервисами по различным причинам.
Шифр может представлять собой совокупность условных знаков (условная азбука из цифр, букв или определённых знаков) либо алгоритм преобразования обычных цифр и букв. Процесс засекречивания сообщения с помощью шифра называется шифрованием. Наука о создании и использовании шифров называется криптографией. Криптоанализ — наука о методах получения исходного значения зашифрованной информации.
Важным параметром любого шифра является ключ — параметр криптографического алгоритма, обеспечивающий выбор одного преобразования из совокупности преобразований, возможных для этого алгоритма. В современной криптографии предполагается, что вся секретность криптографического алгоритма сосредоточена в ключе, но не деталях самого алгоритма (принцип Керкгоффса).
Не стоит путать шифр с кодированием — фиксированным преобразованием информации из одного вида в другой. В последнем отсутствует понятие ключа и не выполняется принцип Керкгоффса. В наше время кодирование практически не используется для защиты информации от несанкционированного доступа, а лишь от ошибок при передаче данных (помехоустойчивое кодирование) и других целях, не связанных с защитой.

## Типы шифров
Шифры могут использовать один ключ для шифрования и расшифрования или два различных ключа. По этому признаку различают:
- Симметричный шифр использует один ключ для шифрования и расшифрования.
- Асимметричный шифр использует два различных ключа.

Шифры могут быть сконструированы так, чтобы либо шифровать сразу весь текст, либо шифровать его по мере поступления. Таким образом существуют:
- Блочный шифр шифрует сразу целый блок текста, выдавая шифротекст после получения всей информации.
- Поточный шифр шифрует информацию и выдаёт шифротекст по мере поступления, таким образом имея возможность обрабатывать текст неограниченного размера, используя фиксированный объём памяти.

Естественно, что блочный шифр можно превратить в поточный, разбивая входные данные на отдельные блоки и шифруя их по отдельности.
Также существуют неиспользуемые сейчас подстановочные шифры, обладающие (в своём большинстве) слабой криптостойкостью.

## Асимметричные шифры
Асимметричный шифр — система шифрования и/или электронной цифровой подписи (ЭЦП), при которой открытый ключ передаётся по открытому (то есть незащищённому, доступному для наблюдения) каналу, и используется для проверки ЭЦП и для шифрования сообщения. Для генерации ЭЦП и для расшифровки сообщения используется секретный ключ. Криптографические системы с открытым ключом в настоящее время широко применяются в различных сетевых протоколах, в частности, в протоколах TLS и его предшественнике SSL (лежащих в основе HTTPS), в SSH. Также используется в PGP, S/MIME.
- RSA
- Elgamal
- Elliptic curve cryptography, ECC — (криптосистема на основе эллиптических кривых)

## Симметричные шифры

### Блочные шифры
- ГОСТ 28147-89
- AES (Rijndael)
- CAST-128
- CAST-256
- Blowfish
- Twofish
- DES
- DESX
- Triple DES
- IDEA
- MARS
- RC2
- RC5
- RC6
- Serpent
- SAFER+
- TEA
- 3-WAY
- WAKE
- FROG
- Skipjack

### Поточные шифры
- RC4
- A5
- Mosquito